# Apocryptus nitidus
Apocryptus nitidus là một loài tò vò trong họ Ichneumonidae.